# Division d'Honneur 1931-1932
La Division d'Honneur 1931-1932 è stata la 32ª edizione della massima serie del campionato belga di calcio disputata tra il 5 settembre 1931 e il 10 aprile 1932 e conclusa con la vittoria del K. Liersche SK, al suo primo titolo.
Capocannoniere del torneo fu Bernard Delmez (K. Liersche SK), con 26 reti.

## Formula
Come nella stagione precedente le squadre partecipanti furono 14 e disputarono un turno di andata e ritorno per un totale di 26 partite.
Le ultime due classificate retrocedettero in Division 1.

## Squadre
| Squadra                  | Città        | Stadio | Stagione 1930-1931  |
| ------------------------ | ------------ | ------ | ------------------- |
| Standard Liegi           | Liegi        |        | 9°                  |
| Berchem Sport            | Anversa      |        | 3°                  |
| FC Turnhout              | Turnhout     |        | Division I          |
| RC Malines SR            | Malines      |        | 10°                 |
| RRC de Gand              | Gand         |        | Division I          |
| Beerschot AC             | Anversa      |        | 4°                  |
| RCS Brugeois             | Bruges       |        | 7°                  |
| Anversa                  | Anversa      |        | Campione del Belgio |
| Union Saint-Gilloise     | Saint-Gilles |        | 12°                 |
| Daring Club de Bruxelles | Bruxelles    |        | 6°                  |
| RFC Brugeois             | Bruges       |        | 5°                  |
| RFC Malinois             | Malines      |        | 2°                  |
| Tubantia FAC             | Anversa      |        | 11°                 |
| Liersche SK              | Lier         |        | 8°                  |

## Classifica finale
|                   | Pos. | Squadra                     | Pt | G  | V  | N  | P  | GF | GS | DR  |
| ----------------- | ---- | --------------------------- | -- | -- | -- | -- | -- | -- | -- | --- |
| Belgio (bandiera) | 1.   | K. Liersche SK              | 37 | 26 | 16 | 5  | 5  | 86 | 51 | +35 |
|                   | 2.   | Anversa                     | 36 | 26 | 15 | 6  | 5  | 74 | 44 | +30 |
|                   | 3.   | Union Royale Saint-Gilloise | 29 | 26 | 13 | 3  | 10 | 51 | 48 | +3  |
|                   | 4.   | Daring Club de Bruxelles SR | 28 | 26 | 9  | 10 | 7  | 59 | 53 | +6  |
|                   | 5.   | R. Berchem Sport            | 27 | 26 | 9  | 9  | 8  | 55 | 44 | +11 |
|                   | 6.   | RCS Brugeois                | 27 | 26 | 11 | 5  | 10 | 60 | 57 | +3  |
|                   | 7.   | R. Beerschot AC             | 26 | 26 | 9  | 8  | 9  | 48 | 44 | +4  |
|                   | 8.   | RRC de Gand                 | 26 | 26 | 11 | 4  | 11 | 55 | 57 | -2  |
|                   | 9.   | Standard Liegi              | 26 | 26 | 11 | 4  | 11 | 71 | 74 | -3  |
|                   | 10.  | RFC Malinois                | 25 | 26 | 11 | 3  | 12 | 57 | 53 | +4  |
|                   | 11.  | RFC Brugeois                | 24 | 26 | 8  | 8  | 10 | 41 | 50 | -9  |
|                   | 12.  | RC Malines SR               | 24 | 26 | 9  | 6  | 11 | 52 | 67 | -15 |
|                   | 13.  | Tubantia FAC                | 19 | 26 | 8  | 3  | 15 | 46 | 74 | -28 |
|                   | 14.  | FC Turnhout                 | 10 | 26 | 4  | 2  | 20 | 45 | 84 | -39 |

Legenda:

      Campione del Belgio
      Retrocesso in Division 1
Note:

Due punti a vittoria, uno a pareggio, zero a sconfitta.

### Verdetti
- K. Liersche SK campione del Belgio 1931-32.
- Tubantia FAC e FC Turnhout retrocesse in Division I.